# 比 (內布拉斯加州)
比是位於美國內布拉斯加州蘇厄德縣的村。

## 人口
根據2020年美國人口普查的數據，比的面積為0.65平方千米，皆為陸地。當地共有人口171人，而人口密度為每平方千米263人。